# Melanoides nodicincta
Melanoides nodicincta là một loài ốc nước ngọt có mang và nắp (động vật chân bụng)|nắp ốc, là động vật chân bụng sống dưới nước động vật thân mềm thuộc họ Thiaridae.
Đây là loài đặc hữu của Malawi. Môi trường sống tự nhiên của chúng là hồ nước ngọt.